# Frederico VIII da Dinamarca
Frederico VIII (Copenhage, 3 de junho de 1843 — Hamburgo, 14 de maio de 1912) foi o Rei da Dinamarca de 1906 até sua morte. Era o filho mais velho do rei Cristiano IX e sua esposa a rainha Luísa de Hesse-Cassel.

## Primeiros anos

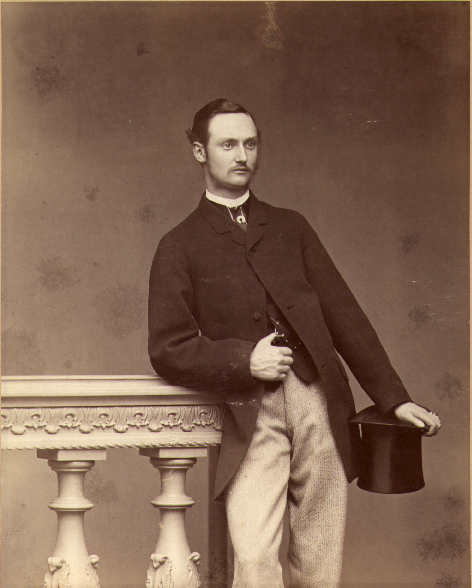
Frederico em 1866.

Frederico nasceu a 3 de Junho de 1843 no Palácio Amarelo em Copenhaga, como príncipe Frederico de Schleswig-Holstein-Sonderburg-Glücksburg, uma linha secundária da Casa de Oldemburgo, que descendia do rei Cristiano III da Dinamarca e da qual originavam oito gerações de duques não-governantes dos ducados de Schleswig-Holstein, incluindo o avô de Frederico. Os pais de Frederico eram o príncipe Cristiano de Eslésvico-Holsácia-Sonderburgo-Glucksburgo e a princesa Luísa de Hesse-Cassel.
Em 1853, o seu pai foi escolhido para herdeiro presumível do trono da Dinamarca, graças à sua esposa, a princesa Luísa de Hesse-Cassel, que era parente próxima do último rei da Dinamarca da linha masculina de Oldemburgo (os restantes herdeiros da Casa de Hesse renunciaram aos seus direitos para que Luísa e o marido pudessem suceder ao trono). Assim, só em 1853, aos dez anos de idade, é que Frederico se tornou príncipe da Dinamarca.
Depois da sua cerimónia de confirmação em 1860, Frederico começou a sua educação militar. Em 1863, foi enviado para a Universidade de Oxford para completar os seus estudos, mas quando o pai sucedeu ao trono da Dinamarca em Novembro desse mesmo ano, Frederico tornou-se príncipe-herdeiro e teve de regressar ao seu país natal.
Como príncipe-herdeiro da Dinamarca, recebeu um lugar no Conselho de Estado e, mais tarde, começou a ajudar o pai nos deveres do governo.
Em 1864, participou formalmente na Segunda Guerra de Schleswig contra a Áustria e a Prússia.

## Casamento

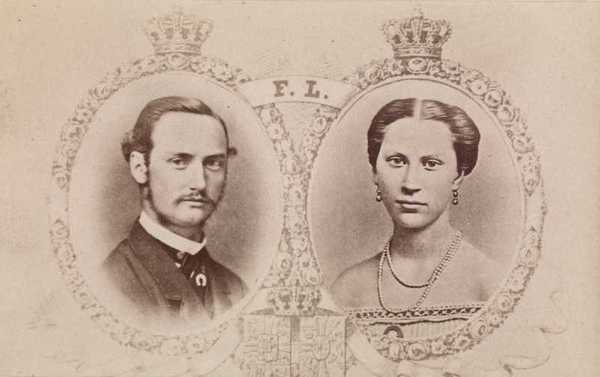
Fotografia do noivado de Frederico e Luísa da Suécia.

Luísa de Hesse queria que o seu filho mais velho se casasse tão bem como as suas duas filhas mais velhas, Alexandra (que se casou com o herdeiro da coroa britânica) e Dagmar (que se casou com o herdeiro da coroa russa). A rainha Vitória ainda tinha duas filhas solteiras, a princesa Helena e a princesa Luísa, e a mãe de Frederico tentou casá-lo com uma delas. No entanto, a rainha britânica não queria que as suas filhas se casassem com herdeiros a coroas estrangeiras, uma vez que tal as obrigaria a sair do país. A rainha Vitória tinha preferência por príncipes alemães que se pudessem mudar para o Reino Unido. Além disso, a rainha sempre tinha sido pró-alemã e formar outra aliança matrimonial com a Dinamarca não estava nos seus planos.
Em Julho de 1868, Frederico ficou noivo da princesa Luísa da Suécia, a filha de dezassete anos do rei Carlos XV da Suécia e IV da Noruega. A família da princesa Luísa tinha relações de parentesco próximas com a família de Napoleão Bonaparte. Ela pertencia à dinastia Bernadotte, que reinava na Suécia desde 1818, altura em que o seu fundador, Jean-Baptiste Bernadotte, um dos generais de Napoleão, que tinha sido eleito príncipe-herdeiro da Suécia em 1810, subiu ao trono como Carlos XIV. O novo rei casou-se com Désirée Clary, uma antiga noiva do imperador francês. O filho de Carlos XIV, o rei Óscar I da Suécia, casou-se com a princesa Josefina de Leuchtenberg, uma neta da primeira esposa de Napoleão, a imperatriz Josefina. O rei Óscar I e a rainha Josefina eram avós paternos de Luísa.
O casamento foi sugerido como uma forma de criar uma amizade entre a Dinamarca e a Suécia. Os dois países encontravam-se numa situação tensa depois de a Suécia não ter ajudado a Dinamarca durante a guerra contra a Prússia e a Áustria em 1864. Frederico e Luísa conheceram-se em 1862, mas só em 1868 é que Frederico foi convidado a visitar a Suécia para conhecer melhor Luísa, um encontro que foi descrito como um sucesso. Os dois ficaram noivos nesse mesmo ano. Luísa foi a primeira princesa da Suécia a casar-se com um membro da casa real da Dinamarca desde a Idade Média e o casamento foi visto como um símbolo da nova união escandinava.
O príncipe-herdeiro Frederico e a princesa Luísa da Suécia casaram-se no Palácio Real, em Estocolmo, no dia 28 de Julho de 1869. O casal passou a viver no Palácio de Amalienborg, em Copenhaga, e passava os seus verões no Palácio de Charlottenlund, a norte da cidade. Tiveram quatro filhos e quatro filhas, apesar de o casamento não ter sido particularmente feliz nem ter o efeito esperado na relação entre os dois países.

## Reinado
Frederico tornou-se rei da Dinamarca como Frederico VIII quando o seu pai, o rei Cristiano IX morreu a 29 de Janeiro de 1906. Tinha sessenta-e-dois anos de idade na altura e tinha sido príncipe-herdeiro ao longo de quarenta-e-três anos.
Frederico foi, em vários aspectos, um governante liberal, que era muito mais favorável ao novo sistema parlamentar do que o seu pai. No entanto, uma vez que subiu ao trono bastante tarde, teve poucos anos para mostrar as suas capacidades e encontrava-se já com a saúde bastante debilitada.

## Morte

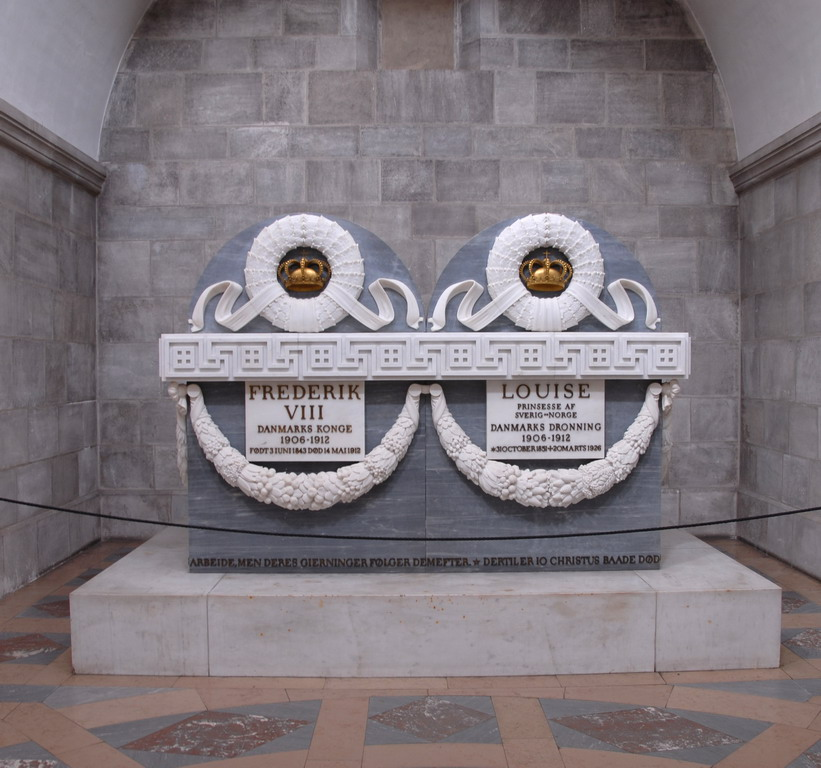
Sepulturas de Frederico e de sua esposa na Catedral de Roskilde.

Em sua jornada de retorno de Nice, na França, o rei fez uma pequena parada em Hamburgo, hospedando-se em um hotel. Durante uma caminhada em Jungfernstieg, ele desmaiou e colidiu em um banco do parque e morreu. Foi descoberto por um oficial de polícia, que o levou ao hospital Hafen, onde a causa de sua morte foi anunciada como um ataque de paralisia. Seu corpo foi enterrado na Catedral de Roskilde, perto de Copenhague, junto aos de outros membros da família real dinamarquesa.

## Descendência
Do seu casamento com a princesa Luísa da Suécia, Frederico teve os seguintes filhosː
1. Cristiano X da Dinamarca (26 de Setembro de 1870 – 20 de Abril de 1947), rei da Dinamarca entre 1912 e 1947,[1] reinou durante a Primeira e a Segunda Guerra Mundial; casado com a princesa Alexandrina de Mecklenburg-Schwerin; com descendência;
2. Haakon VII da Noruega (3 de Agosto de 1872 – 21 de Setembro de 1957), nascido como príncipe Carlos da Dinamarca, tornou-se rei da Noruega em 1905, quando o país se separou da Suécia. Casado com a princesa Maud do Reino Unido; com descendência;
3. Luísa da Dinamarca (17 de Fevereiro de 1875 – 4 de Abril de 1906), casada com o príncipe Frederico de Schaumburg-Lippe; com descendência;
4. Haroldo da Dinamarca (8 de Outubro de 1876 - 30 de Março de 1949), casado com a princesa Helena Adelaide de Schleswig-Holstein; com descendência;
5. Ingeborg da Dinamarca (2 de Agosto de 1878 – 12 de Março de 1958), casada com o príncipe Carlos da Suécia; com descendência, incluindo a rainha Astrid da Bélgica e a princesa-herdeira Marta da Noruega;
6. Tira da Dinamarca (14 de Março de 1880 – 2 de Novembro de 1945), nunca se casou nem deixou descendência;
7. Gustavo da Dinamarca (4 de Março de 1887 – 5 de Outubro de 1944), nunca se casou nem deixou descendência;
8. Dagmar da Dinamarca (23 de Maio de 1890 – 11 de Outubro de 1961), casada com Jørgen Castenskjold; com descendência.